# Síndrome de muerte súbita inesperada
El síndrome de muerte súbita inesperada, síndrome de muerte súbita nocturna repentina, o síndrome desconocido de muerte súbita es la muerte repentina de adolescentes y adultos, a menudo durante el sueño. El síndrome de muerte súbita inesperada fue reconocido por primera vez en 1977 entre los refugiados hmong en Estados Unidos. La enfermedad fue reconocida de nuevo en Singapur, cuando un estudio retrospectivo de registros mostró que 230 hombres tailandeses completamente saludables murieron repentinamente por causas inexplicables entre 1982 y 1990. En las Filipinas, donde se refieren vulgarmente a esto como bangungot, el síndrome afecta a 43 de cada 100,000 personas por año entre jóvenes filipinos. La mayoría de las víctimas son hombres jóvenes.

## Causas
Este síndrome ha sido cubierto de supersticiones. Muchos filipinos creen que ingerir altos niveles de carbohidratos antes de dormir causa el bangungot. 
Fue sólo recientemente que el mundo científico ha empezado a entender este síndrome. Las víctimas del bangungot no han presentado ninguna enfermedad cardíaca ni problemas estructurales cardíacos.
Sin embargo la actividad cardíaca durante episodios del síndrome indica ritmos cardíacos irregulares y fibrilación ventricular. La víctima sobrevive el episodio si el ritmo cardíaco vuelve a la normalidad. Algunos ancianos filipinos recomiendan menear el dedo gordo de las personas que experimentan esto para alentar su corazón a volver a la normalidad.
En las Filipinas, la mayoría de los casos de bangungot han sido relacionados con pancreatitis hemorrágica aguda por el personal médico filipino aunque el efecto puede darse debido a los cambios en el páncreas durante la autólisis post mortem. En Tailandia y Laos, el bangungot (o en su vocablo, síndrome de muerte adulta súbita) es causado por el síndrome de Brugada.

## Características
La condición aparentemente afecta principalmente hombres hmong jóvenes de Laos (edad media de 33 años) y en el noreste de Tailandia (donde la población es principalmente de ascendencia laosiana).

## Tratamiento
El único modo probado para prevenir la muerte es la implantación de un desfibrilador cardioversor. Antiarrítmicos orales como el propranolol son inefectivos.

## Creencias populares

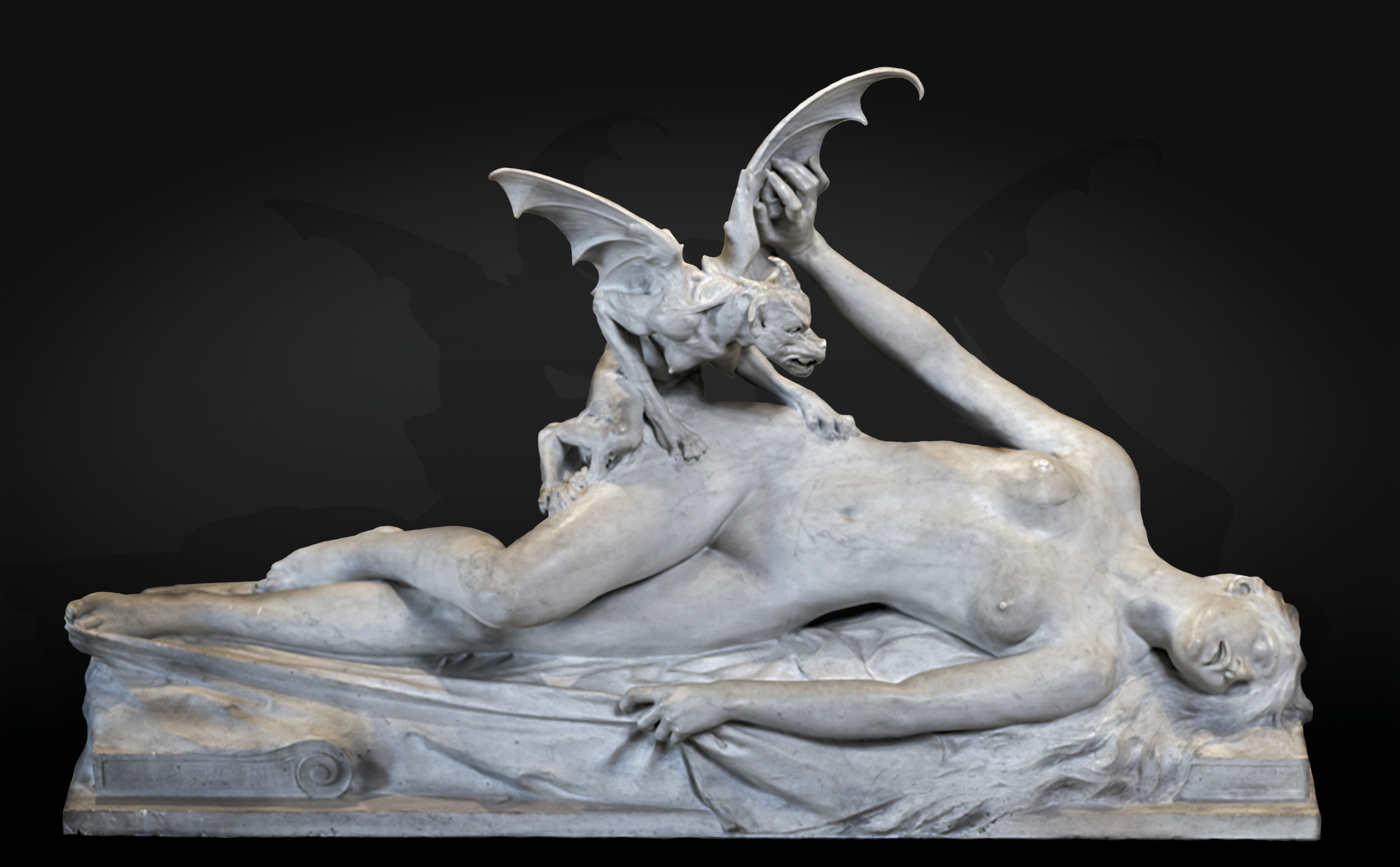
Le Cauchemar (La Pesadilla), según Eugène Thivier (1894).

Este fenómeno es muy conocido en el pueblo hmong de Laos, en el cual se atribuyen esas muertes a un espíritu maligno, dab tsuam (pronunciado "da cho"), del cual se dice que toma la forma de una mujer celosa. Ciertos hombres hmong pueden incluso irse a dormir vestidos de mujeres para evadir la atención de este espíritu.
El pueblo hmong creía que al rechazar el llamado para convertirse en chamán, alguien sería llevado al mundo espiritual.
El bangungot es representado en las filipinas como una criatura mitológica llamada batibat. Esta criatura similar a una bruja se sienta en la cara o pecho de la víctima para inmovilizarla y sofocarla, algo relacionado con las antiguas creencias sobre la parálisis del sueño.

## Nombres en diferentes idiomas
- Bangungot y "Uom" (Filipinas):[14] El término se originó de la palabra tagala que significa "levantarse y gemir en sueños".[6] Es también la palabra tagala para pesadillas.
- Dab tsog (Laos).[12]
- Lai Tai (Tailandia) (en tailandés: ใหลตาย; que significa "dormir y morir").[9][15]
- Agmong (Corea).
- Enfermedad pokkuri (Japón),[16] fukuri, etc.
- Ya Thoom (árabe).
- Albarsty (kirguís) (en kirguís: албарсты).